# 주식워런트증권
주식워런트증권(株式─證券, 영어: equity linked warrant)은 개별 유가증권종목 또는 주가지수와 연계하여 미리 매매 시점과 행사 가격을 정한 후 정해진 방법에 따라 해당 주식을 사고 팔 수 있는 권리가 주어진 증권이다.

## 내용
‘주식워런트증권’을 줄인 명칭은 ‘ELW’이며, 2006년 도입되었다. 특정 주권의 가격 또는 주가지수의 변동과 연계하여, 일정기간이 지난 후 미리 약정된 방법에 따라서 해당 주식을 사고 팔 수 있는 권리가 주어진 증권이다. ELW는 특정 유가증권의 주가 상승이 예상될 때, 해당 종목의 주식을 사지 않아도 일부 자금만 투자해 주식으로 바꿀 수 있는 권리만 산 후에 차익을 올릴 수 있다.